# هيو ويرث
هيو ويرث (بالإنجليزية: Hugh Wirth)‏ هو طبيب بيطري أسترالي، ولد في 9 سبتمبر 1939 في ملبورن في أستراليا، وتوفي في 5 فبراير 2018.